# Ferrovia Rovigo-Chioggia
La ferrovia Rovigo-Chioggia è una linea ferroviaria italiana di proprietà statale a scartamento ordinario che unisce la città di Rovigo a Chioggia. Il suo percorso si snoda interamente nel Veneto e lungo il delta del Po.
La ferrovia è a binario semplice e a scartamento normale e non è elettrificata.
L'infrastruttura è gestita da Rete Ferroviaria Italiana (RFI) che la qualifica come linea complementare, mentre il servizio passeggeri è espletato da Trenitalia.

## Storia
| Cronologia delle aperture | Cronologia delle aperture | Cronologia delle aperture |
| Tratta                    | Inaugurazione             |                           |
| ------------------------- | ------------------------- | ------------------------- |
| Rovigo-Adria              | 23 ottobre 1876           |                           |
| Adria-Loreo               | 25 settembre 1884         |                           |
| Loreo-Chioggia            | 23 maggio 1887            |                           |

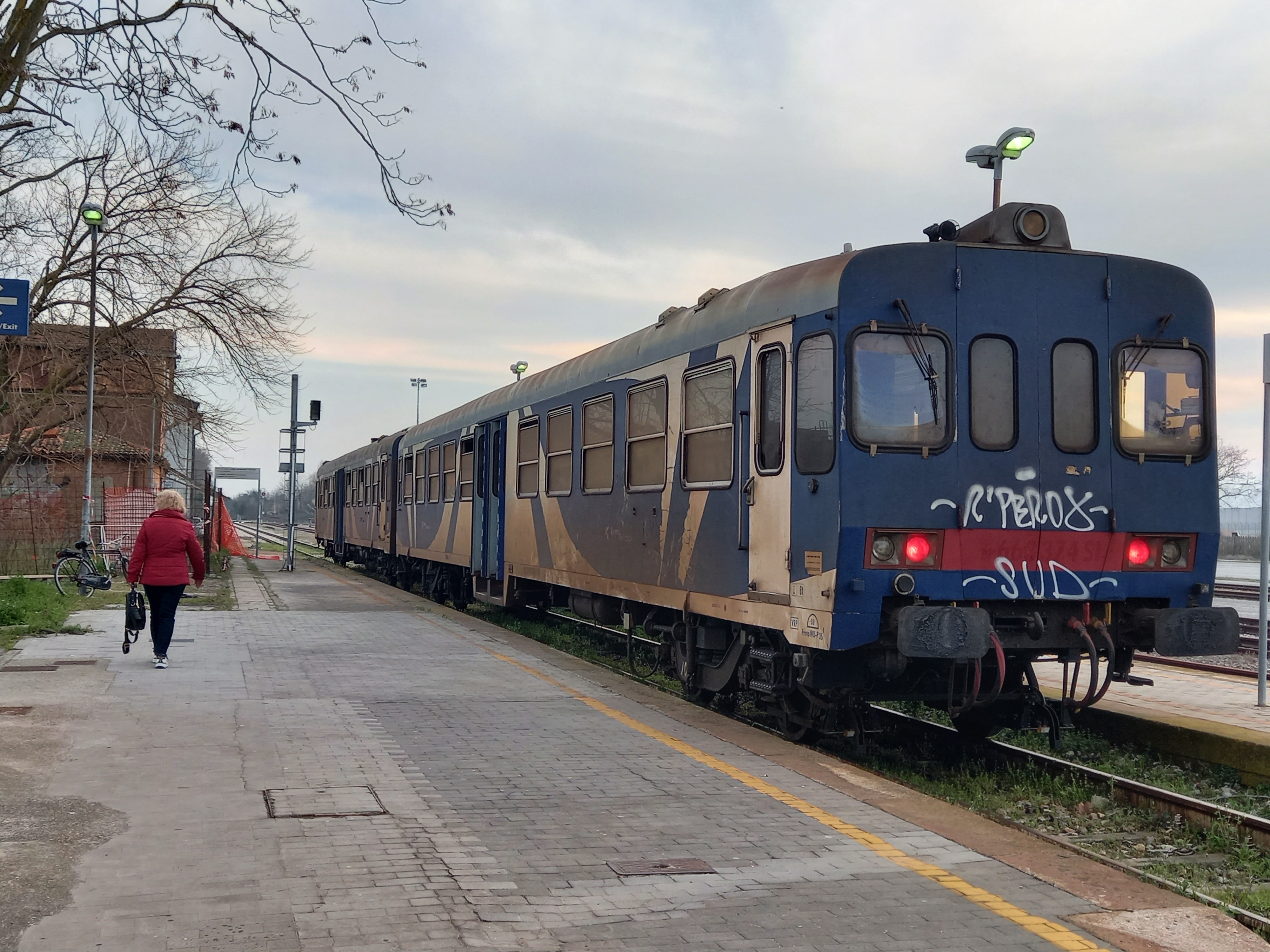
Aln 663 in sosta alla stazione di Chioggia (VE)

La linea ferroviaria fra Rovigo e Adria fu costruita dalla Società per le Ferrovie dell'Alta Italia (SFAI) nell'ambito della linea Verona-Rovigo, voluta dalle province di Verona e di Rovigo e finanziata grazie alla Legge 29 giugno 1873, n. 1473. Fu aperta all'esercizio il 23 ottobre 1876.
Il tronco da Adria fino a Chioggia e al suo porto fu invece finanziato con la Legge 29 luglio, n. 5002 che la inserì fra le linee di seconda categoria. La strada ferrata fu quindi aperta in due momenti: il 25 settembre 1884 per il tronco Adria-Loreo e il 23 maggio 1887 per il Loreo-Chioggia.
La linea ferroviaria fu quindi gestita dalla SFAI fino al 1885, quando entrò a far parte della Rete Adriatica gestita dalla Società Italiana per le Strade Ferrate Meridionali. Dal 1905 fu gestita dalle Ferrovie dello Stato (FS), mentre dal 2000 la gestione dell'infrastruttura passò a RFI, mentre il servizio ferroviario a Trenitalia.
Nel 2009, per decisione dell'amministrazione regionale del Veneto, il servizio ferroviario passò a Sistemi Territoriali (ST).
A seguito del passaggio di gestione del servizio ferroviario da ST a Trenitalia, il servizio fu sospeso a partire dal 2 aprile 2024 e ripristinato il 1º settembre dello stesso anno solo per il tratto tra Rovigo e Adria, per consentire i lavori di manutenzione straordinaria del ponte sul canale di Po Brondolo e per l'installazione del sistema ERTMS.
Sono inoltre in corso importanti lavori sulla stazione di Chioggia con una nuova insegna, nuove luci a led e rifacimento dei marciapiedi adiacenti ai binari 1 e 2.
Il 5 luglio 2025 la linea è stata riaperta contestualmente all'avvio del Chioggia Line di Trenitalia, un servizio stagionale attivo durante il fine settimana e nei festivi consistente in corse lungo la direttrice Verona-Rovigo-Adria-Chioggia per consentire ai turisti di raggiungere le spiagge di Rosolina e Sottomarina, e il Delta del Po (con annesse autocorse di collegamento tra le stazioni di arrivo e le destinazioni appena citate). Su tutti i mezzi del servizio è possibile trasportare le proprie biciclette, anche non pieghevoli.

## Caratteristiche

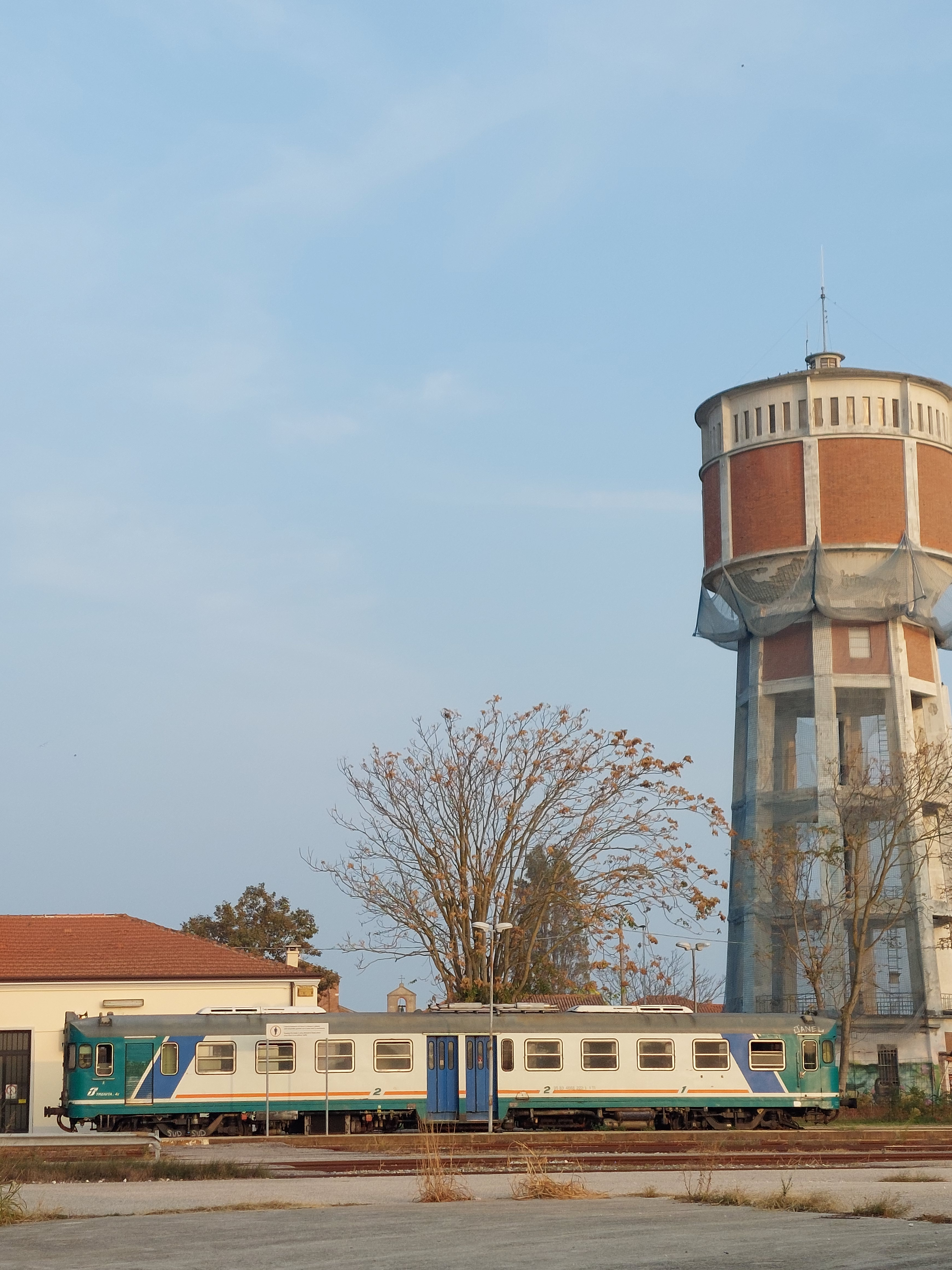
Aln 668 in sosta alla stazione di Chioggia

La linea è una ferrovia a binario semplice a scartamento ordinario da 1435 mm. La trazione è termica.
La circolazione tra la stazione di Lama e quella di Chioggia è regolata dal Dirigente Posto di Comando con sede presso la stazione di Adria. Tra Rovigo e Lama, invece, è affidata alla Dirigenza Locale.

## Percorso
| Continuation backward |

| Station on track |

| Unknown route-map component "CONTgq" | Unknown route-map component "ABZgr" |  |

| Unknown route-map component "CONTgq" | Unknown route-map component "ABZgr" |  |

| Unknown route-map component "eHST" |

| Stop on track |

| Station on track |

| Stop on track |

| Unknown route-map component "exCONTgq" | Unknown route-map component "eABZg+r" |  |

| Station on track |

|  | Unknown route-map component "ABZgl" | Unknown route-map component "CONTfq" |

| Unknown route-map component "dDST" |

| Station on track |

| Stop on track |

| Small bridge over water |

| Station on track |

| Stop on track |

| Unknown route-map component "eHST" |

| Unknown route-map component "KBHFxe" |

| Unknown route-map component "exCONTf" |

## Traffico

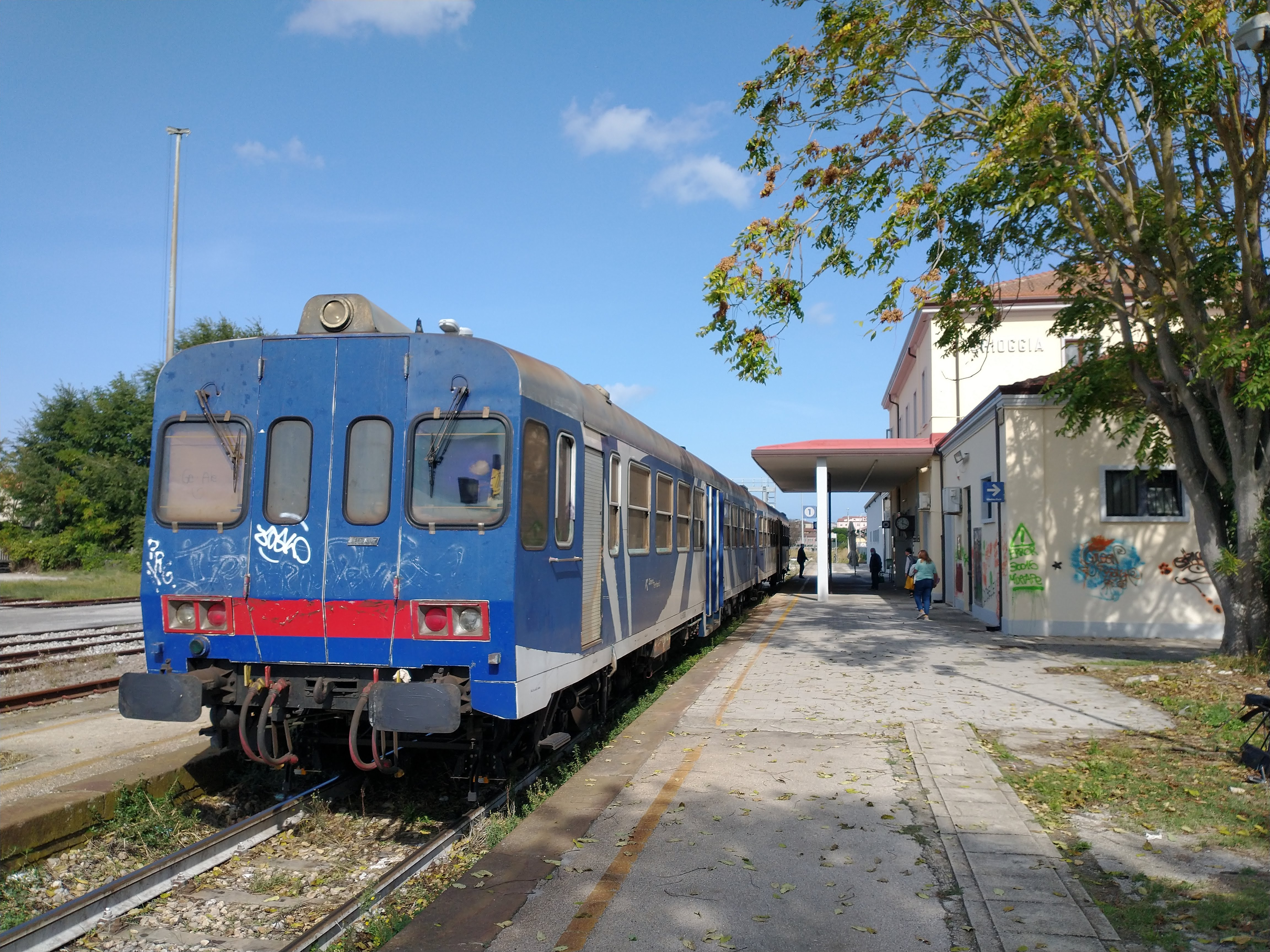
ALn 663 di ST in partenza dalla Stazione di Chioggia.

Il traffico passeggeri si svolge fra i due capolinea, sebbene alcune corse provenienti da Rovigo risultano limitate ad Adria. I treni, classificati come regionali, hanno una cadenza oraria. I principali nodi di interscambio sono posti nelle stazioni di Rovigo e Adria.
Fino al 2024, il servizio è stato espletato da ST con l'impiego di automotrici ALn 668, ALn 663 e Stadler GTW 2/6.